# Luigi De Agostini
Luigi De Agostini (ur. 7 kwietnia 1961 w Udine) – włoski piłkarz. Występował na pozycji obrońcy. Reprezentował swój kraj na Euro 1988, Letnich Igrzyskach Olimpijskich 1988 i Mundialu 1990. W czasie kariery piłkarskiej mierzył 176 cm wzrostu.

## Kariera klubowa
Urodził się w Udine. Swoją zawodową karierę piłkarską rozpoczął w klubie ze swojego miasta, Udinese Calcio, gdzie bardzo rzadko występował. W Serie A zadebiutował dopiero na wiosnę, 23 marca w zremisowanym 0-0 meczu z SSC Napoli. Został więc wypożyczony na jeden rok do klubu z Serie C1 – Trento Calcio 1921. Do Serie A powrócił następnego roku, jednak tym razem grał w F.C. Catanzaro, ponieważ przeniósł się tam z Udinese. W 1986 r. zaczął występować w Hellas Werona. Grał tam w podstawowej jedenastce. Po roku gry w ekipie Gialloblu przeszedł do Juventusu. W sezonie 1989/90 jego klub zdobył Puchar UEFA a De Napoli bardzo się do tego przyczynił i w wygranym 3-1 finale z Fiorentiną zdobył jednego gola w 73. minucie spotkania. W tym samym sezonie Juventus zdobył także Puchar Włoch. W 1992 r. przeszedł do Interu Mediolan. W drużynie Nerazzurri występował przez jeden rok. W tym czasie rozegrał tam 31 meczów i jeden raz wpisał się na listę strzelców. Ostatnim klubem w jego karierze była Reggiana.

## Kariera reprezentacyjna
W reprezentacji swojego kraju zadebiutował 28 maja 1987 w zremisowanym 0-0 spotkaniu z Norwegią. Rok później został powołany przez selekcjonera Azeglio Viciniego do kadry na Euro. Na tym turnieju Włosi dotarli do półfinału a sam Luigi zdobył gola w grupowym meczu z Danią w 87. minucie meczu. W tym samym roku został też powołany przez Francesco Roccę do kadry na letnie igrzyska olimpijskie, która wówczas odbywała się w Seulu. W 1990 został też powołany przez Viciniego na mundial. Na tych mistrzostwach Azzurri zajęli III miejsce a sam De Agostini wystąpił w pięciu z sześciu spotkań. Łącznie w barwach narodowych rozegrał 36 meczów i 4 razy wpisał się na listę strzelców.

## Sukcesy
Juventus
- Puchar UEFA (1):1989/90
- Puchar Włoch (1):1989/90